# Вила Перші
Вила Перші (Вила, рос. Вылы Первые, пол. Wiły, Widły) — колишній хутір Троянівської волості Житомирського повіту Волинської губернії та Тетерівської (Альбінівської) і Зарічанської сільських рад Троянівського, Житомирського районів і Житомирської міської ради Волинської округи, Київської й Житомирської областей.

## Населення
На початку 20 століття у поселенні налічувалося 136 мешканців, дворів — 27, у 1906 році — 138 мешканців, дворів — 27.

## Історія
На початку 20 століття — село Троянівської волості Житомирського повіту Волинської губернії, за 6 верст від Житомира.
У 1906 році — хутір Троянівської волості (6-го стану) Житомирського повіту Волинської губернії. Відстань до губернського та повітового центру, м. Житомир, становила 8 верст, від волосного центру, містечка Троянів — 13 верст. Найближче поштово-телеграфне відділення розміщувалося у Житомирі.
У 1923 році включений до складу новоствореної Альбінівської (згодом — Тетерівська) сільської ради, яка, 7 березня 1923 року, увійшла до складу новоутвореного Троянівського району Житомирської (згодом — Волинська) округи. 15 вересня 1930 року, в складі сільської ради, переданий до Житомирської міської ради Київської області, 14 травня 1939 року — до складу новоутвореного Житомирського району Житомирської області. 11 серпня 1954 року, внаслідок об'єднання сільських рад, підпорядкований Зарічанській сільській раді Житомирського району.
Знятий з обліку населених пунктів до 1 березня 1961 року.